# Polydesmus peloponnesi
Polydesmus peloponnesi är en mångfotingart som beskrevs av Pius Strasser 1974. Polydesmus peloponnesi ingår i släktet Polydesmus och familjen plattdubbelfotingar. Utöver nominatformen finns också underarten P. p. inflexus.